# Кріштіору-де-Жос (комуна)
Кріштіору-де-Жос (рум. Criștioru de Jos) — комуна у повіті Біхор в Румунії. До складу комуни входять такі села (дані про населення за 2002 рік):
- Билк (17 осіб)
- Кріштіору-де-Жос (418 осіб) — адміністративний центр комуни
- Кріштіору-де-Сус (156 осіб)
- Пояна (555 осіб)
- Селіште-де-Вашкеу (496 осіб)

Комуна розташована на відстані 354 км на північний захід від Бухареста, 86 км на південний схід від Ораді, 90 км на південний захід від Клуж-Напоки, 124 км на північний схід від Тімішоари.

## Населення
За даними перепису населення 2002 року у комуні проживали 1642 особи.
Національний склад населення комуни:
| Національність | Кількість осіб | Відсоток |
| -------------- | -------------- | -------- |
| румуни         | 1589           | 96,8%    |
| цигани         | 47             | 2,9%     |
| угорці         | 4              | 0,2%     |
| українці       | 2              | 0,1%     |

Рідною мовою назвали:
| Мова      | Кількість осіб | Відсоток |
| --------- | -------------- | -------- |
| румунська | 1592           | 97,0%    |
| циганська | 47             | 2,9%     |
| угорська  | 2              | 0,1%     |
| татарська | 1              | 0,1%     |

Склад населення комуни за віросповіданням:
| Релігія       | Кількість осіб | Відсоток |
| ------------- | -------------- | -------- |
| православні   | 1562           | 95,1%    |
| п'ятдесятники | 63             | 3,8%     |
| баптисти      | 12             | 0,7%     |
| реформати     | 3              | 0,2%     |
| римо-католики | 1              | 0,1%     |